# 守本專一
守本 專一（もりもと せんいち、1894年8月14日 - 没年不詳）は、日本の俳優である。新字体表記守本 専一。「守本恵一」「森本専一」は誤記である。本名守本 熊太郎（もりもと くまたろう）。

## 人物・来歴
1894年（明治27年）8月14日、東京府東京市浅草区（現在の東京都台東区浅草地区）に生まれる。
学歴等は不明であるが、満16歳を目前とした1910年（明治43年）7月、嵐璃徳に入門、関西歌舞伎の役者となる。
満32歳となった1926年（大正15年）12月19日、京都に御室撮影所を構える牧野省三のマキノ・プロダクションに入社、入社後の第1作は『成り上り者』（監督金森萬象）の家老役であり、同作は、翌年1927年（昭和2年）1月10日に公開された。その後、時代劇・現代劇の区別なく脇役として多く出演した。1928年（昭和3年）に発行された『日本映画俳優名鑑 昭和四年版』の三保松子（結婚後本名・守本かつ子、1894年 - 没年不詳）の項によれば、守本と三保は当時すでに結婚し「京都市外花園村字上谷口齋宮町」（正確には京都府葛野郡花園村上谷口龍安寺齋宮町、現在の同府京都市右京区龍安寺斎宮町）に居を構えた旨、記されている。『正伝 高山彦九郎』（監督押本七之輔）、『西南戦争』（監督中島宝三）、『大逆倫』（監督勝見正義）等では、夫婦共演している。
1929年（昭和4年）7月25日、牧野省三が亡くなり、同年9月にマキノ正博を核とした新体制が発表になると、守本は、嵐冠三郎、荒木忍、南光明、根岸東一郎、谷崎十郎、阪東三右衛門、市川米十郎、東郷久義、市川幡谷、實川芦雁、桂武男、市川新蔵、津村博、澤田敬之助、河津清三郎、五味國男、川田弘三、柳妻麗三郎、小金井勝、秋田伸一、児島武彦、岡村義夫らとともに「俳優部男優」に名を連ね、また妻の三保松子も「俳優部女優」に名を連ねた。その後、新体制下のマキノ・プロダクションは財政が悪化し、1931年（昭和6年）4月以降、製作が停止する。同年1月5日に公開された『里見八剣伝』（監督吉野二郎）が、記録に残る同社での最後の作品となった。
マキノ解散以降、妻の三保松子は帝国キネマ演芸、同社を改組した新興キネマに移籍していったが、守本については、マキノの監督であった金森萬象が同年に設立した協立映画プロダクションに参加、翌1932年（昭和7年）に製作・公開された『光を仰ぎて』（監督金森萬象）に出演した記録が残っている。同社もまもなく解散し、その2年後の1934年（昭和9年）9月に田中伊助が御室撮影所に開いたエトナ映画社に参加、1935年（昭和10年）5月23日に公開された『義人長七郎』（『義人長七郎江戸の巻』とも、監督後藤岱山）に出演した記録が残っており、満40歳のときに出演した同作が、記録に残る最後の映画出演作である。同社は同作を最後に解散しており、同社にとっても最後の作品であった。
マキノ光雄によれば、守本は後に1937年（昭和12年）8月21日に設立された満州映画協会に入社し、俳優幹事を務めていたという。その後、妻の松子は第二次世界大戦終結後の1947年（昭和22年）まで東宝に所属して映画出演を続けたが、以降の守本の消息は伝えられていない。没年不詳。

## フィルモグラフィ
クレジットは、すべて「出演」である。公開日の右側には役名、および東京国立近代美術館フィルムセンター（NFC）、マツダ映画社所蔵等の上映用プリントの現存状況についても記す。同センター等に所蔵されていないものは、とくに1940年代以前の作品についてはほぼ現存しないフィルムである。資料によってタイトルの異なるものは併記した。

### マキノプロダクション御室撮影所
特筆以外すべて製作は「マキノプロダクション御室撮影所」、配給は「マキノ・プロダクション」、サイレント映画である。
- 『成り上り者』：監督金森萬象、原作・脚本秋篠珊次郎（井上金太郎）、撮影石野誠三、1927年1月10日公開[5][6] - 家老[1]
- 『稲妻 前篇』：総監督牧野荘造（マキノ省三）、監督人見吉之助・中島宝三、原作・脚本西條照太郎、撮影松田定次・三木稔、1927年2月17日公開 - 父甚左衛門（「森本専一」表記）
- 『闘争曲線』：指揮マキノ省三、監督・原作・脚本小石栄一、撮影藤井春美、1927年9月1日公開 - 家扶円山（「守本恵一」表記）
- 『ひよどり草紙 第二篇』：監督人見吉之助、原作吉川英治、脚本内田菊子（社喜久江）、撮影木村角山、1928年3月8日公開 - 教祖石風眼
- 『忠魂義烈 実録忠臣蔵』：総指揮・監督マキノ省三、監督補秋篠珊次郎（井上金太郎）、脚本山上伊太郎・西条照太郎、撮影田中十三、撮影補藤井春美、1928年3月14日公開 - 石堂（田村の臣）、勅使 藤井彦四郎、78分尺で現存（NFC所蔵[4]） / 65分尺で現存（マツダ映画社所蔵[15]）
- 『ひよどり草紙 第三篇』：監督人見吉之助、原作吉川英治、脚本内田菊子（社喜久江）、撮影木村角山、1928年3月28日公開 - 教祖石風眼
- 『ひよどり草紙 第四篇』：監督人見吉之助、原作吉川英治、脚本内田菊子（社喜久江）、撮影木村角山、1928年4月9日公開 - 教祖石風眼
- 『ひよどり草紙 第五篇』：監督人見吉之助、原作吉川英治、脚本内田菊子（社喜久江）、撮影木村角山、1928年4月22日公開 - 教祖石風眼
- 『百三十里はるばると』：監督・原作・脚本中島宝三、撮影大森伊八、1928年6月1日公開
- 『兇状持』：監督・原作・脚本人見吉之助、撮影田邊憲治、1928年10月20日公開 - 清兵衛
- 『かわいさうな大九郎』：監督松田定次、原作・脚本瀬川與志、撮影大森伊八、1928年12月13日公開 - 紺屋喜兵衛、34分尺で現存（NFC所蔵[4]）
- 『大学のイーグル 第三篇』：監督川浪良太、原作・脚本寿々喜多呂九平、撮影木村角山、1929年1月20日公開 - 審判官（「守本恵一」表記）
- 『韋駄天金太』：監督勝見正義、原作・脚本村岡義雄、撮影吉田俊作、1929年2月15日公開 - 篠原卓之進（「守本恵一」表記）
- 『正伝 高山彦九郎』：監督押本七之輔、原作明渡日正、脚本瀬川與志、撮影田邊憲治、1929年2月22日公開 - 鉄三（「守本恵一」表記）
- 『狂へる小鳩』：監督・原作・脚本阪田重則、撮影大森伊八、1929年4月7日公開 - 舌を出す男狂人
- 『三朝小唄』（『温泉悲話 三朝小唄』[4]）：監督・原作・脚本人見吉之助、撮影木村角山、1929年6月14日公開 - 富屋番頭 通子の父親（「守本專一」表記[4]）、『温泉悲話 三朝小唄』題・57分尺で現存（NFC所蔵[4]）
- 『銀流し』：監督・脚本川浪良太、原作曾我廼家五郎、撮影若宮広三、1929年6月28日公開 - 土方小頭 鍋島幸三
- 『西南戦争』：総指揮マキノ省三、監督中島宝三、原作平山蘆江、脚本藤田潤一、撮影野村金吾、1929年10月4日公開 - 中島課長
- 『刀を抜いて』：監督二川文太郎、原作岡本一平、脚本紫乃塚乙馬（二川文太郎）、撮影大塚周一、1929年10月24日公開 - 漁師網七
- 『早慶戦時代』：監督川浪良太、原作斎藤三郎、脚本八田尚之、撮影石野誠三、1929年11月15日公開 - 蟇の油売り
- 『大逆倫』：監督勝見正義、監督補並木鏡太郎、原作・脚本西條照太郎、撮影松浦茂・大森伊八・田邊憲治・木村角山・石本秀雄、製作勝見庸太郎プロダクション、配給マキノプロダクション、1929年11月22日公開 - 蜂谷六左衛門
- 『彦左漫遊記』：監督・原作吉野二郎、脚本杉本九一郎、撮影石野誠三、1929年11月28日公開 - 笹尾喜内
- 『天保水滸伝』：監督・原案押本七之輔、脚本関口光昭、撮影田邊憲治、1930年1月5日公開 - 牛尾番作
- 『相馬の金さん』：監督・脚本阪田重則、原作岡本綺堂、撮影大森伊八、1930年1月31日公開 - 番頭長兵衛（「守本恵一」表記）
- 『煉獄二道』：監督吉野二郎、原作国枝史郎、脚本杉本九一郎、撮影田邊憲治、1930年6月13日公開 - 松倉豊後守重政
- 『スタヂオ殺人事件』：指導阪田重則、監督水上譲太郎、原作・脚本八田尚之、撮影下村健二・大森伊八、1930年8月29日公開 - キャメラマン
- 『続お洒落狂女』：監督吉野二郎、原作本田美禅、脚本瀬川與志、撮影吉田俊作、1930年12月19日公開 - 六角越前守
- 『里見八剣伝』：監督吉野二郎、原作宝井馬琴、脚本不明、撮影若宮広三、1931年1月5日公開 - 船頭緒平

### 協立映画プロダクション
サイレント映画である。
- 『光を仰ぎて』：監督金森萬象、原作蓮沼門三、脚本新教育社映画部、撮影松浦茂、現像若宮広三、1932年製作・公開 - 大工 平吉（「守本專一」表記）、15分尺で現存（NFC所蔵[4]）

### エトナ映画
製作・配給は「エトナ映画社」、サイレント映画である。
- 『義人長七郎』（『義人長七郎江戸の巻』[12]）：監督後藤岱山、原作沖津白浪、脚本不明、撮影岸雅夫、1935年5月23日公開[12] - 盲目浪人山梨源太郎